# Gymnospermia

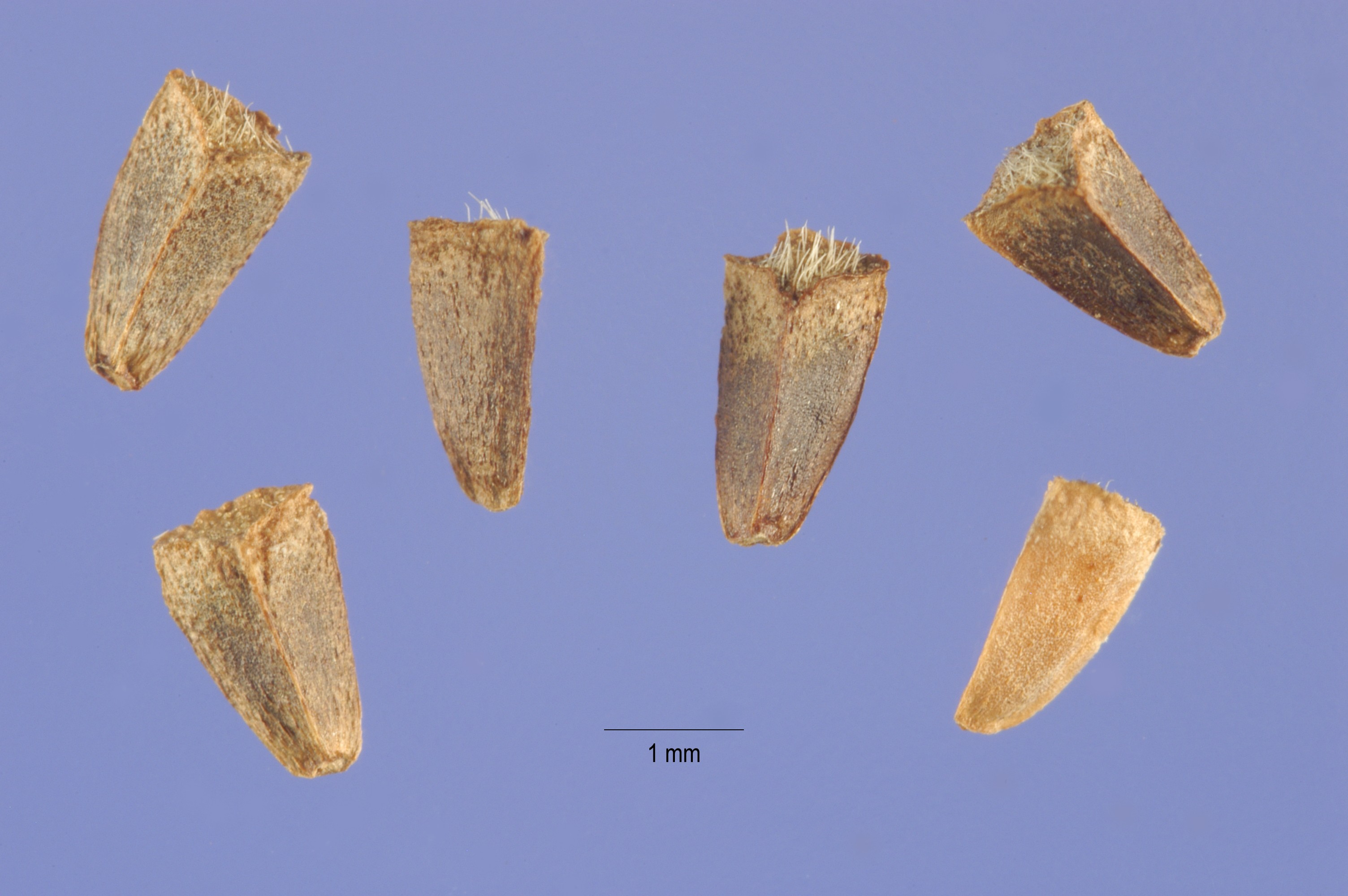
Sementes da espécie Leonurus cardiaca

Em botânica, segundo o sistema de Linné, gymnospermia  é uma das três ordens de plantas pertencentes à classe didynamia. 
As plantas desta ordem se caracterizam-se por apresentarem sementes nuas, sem a proteção de um pericarpo. Apresentam também flores hermafroditas com quatro estames livres, sendo dois maiores e dois menores.

## Gêneros
- Ajuga, Teucrium, Satureja, Thymbra, Hyssopus, Nepeta, Lavandula, Betonica, Sideritis, Mentha, Glecoma, Orvala, Lamium, Galeopsis, Stachys, Ballota, Marrubium, Leonurus, Phlomis, Moluccella, Clinopodium, Origanum, Thymus, Melissa, Dracocephalum, Horminum, Melittis, Ocimum, Trichostema, Scutellaria, Prunella, Prasium, Phryma.